# 波德 (洛佐瓦區)
48°54′14″N 36°2′28″E / 48.90389°N 36.04111°E
波德（烏克蘭語：Поди）是位於烏克蘭東部的村莊，由哈爾科夫州洛佐瓦區的洛佐瓦市鎮負責管轄。該村距離科帕尼1公里，始建於1920年，面積0.4平方公里，海拔高度143米，2001年人口40。